# Prejuicio de retrospectiva
El prejuicio de retrospectiva o recapitulación o sesgo retrospectivo es un sesgo cognitivo que sucede cuando, una vez que se sabe lo que ha ocurrido, se tiende a modificar el recuerdo de la opinión previa a que ocurrieran los hechos, en favor del resultado final.
Ocurre también cuando los individuos, una vez que conocen el resultado final, modifican su recuerdo al pensar que siempre supieron lo que iba a ocurrir. Esto se observa fácilmente cuando se registran las predicciones de los individuos, y se da cuenta de que objetivamente nadie había acertado el resultado antes de conocerlo.
Los individuos están, en realidad, sesgados y condicionados por el conocimiento, adquirido posteriormente, de lo que efectivamente ha pasado cuando evalúan su probabilidad de predicción antes del suceso o hecho. Sin conocimiento del futuro no habrían tomado decisiones diferentes o correctas.
Se crea así un falso recuerdo en el que los individuos piensan que sabían la solución antes de que esta ocurriera. Por eso, el sesgo retrospectivo crea una memoria distorsionada en el que los individuos creen que siempre supieron lo que iba a ocurrir. Este sesgo está muy presente especialmente en historiadores cuando describen el resultado de una batalla, en médicos cuando recuerdan el resultado de un ensayo clínico, y en el sistema jurídico cuando se imputa una responsabilidad.

## Eliminación
Las investigaciones muestran que los individuos siguen pensando que ya conocían la respuesta a pesar de que se les muestra el resultado. La única manera encontrada de que los individuos reduzcan este sesgo es haciéndoles decir todas las posibles hipótesis que consideran correctas. De esta forma se induce a que el individuo dude de todas las posibilidades que no ha acertado. De todos modos, aunque esto reduce el sesgo retrospectivo, no lo elimina del todo.